# 文字式游戏
文字式游戏或文字游戏是使用文字用户界面的电子类游戏。此类游戏的界面构成元素为ASCII等字符，而非位图或矢量图。
文字式游戏的历史可追溯到1960年代。1960和1970年代，大型计算机还需借助电传打字机传入指令，并通过打印输出内容；这一时代已有几款重要文字游戏诞生。1970年代中期视频终端普及后，湧現了更多文字游戏。1980年代，文字游戏的热度达到高潮；1990年代中期，早期网络游戏亦为文字游戏。

## 概念
文字式（text-based）内容嚴格来讲，是指使用编码系统的文字数据:54。大多数电脑只能读取二进制代码，即最小数据单位为位元，只有两种取值；若干位元再组合形成位元组，表示的各类字母符号:52。也就是说，文字式游戏指输出编码文字的游戏。
虽然从技术上讲，文字数据在屏幕上同样以图像呈现，但它和图形的区别在于——前者只能展示字符集内的可见字符。例如ASCII有128个字符，其中可见字符为96个:27；ANSI则加入了128个扩展ASCII字符，并支援文字上色，可展示内容相对更丰富:19。以如今的标准看，文字数据所需电脑处理能力低、对图形性能要求极小，且制作成本远低于图形数据。

## 历史
文字式游戏的历史可追溯到1960年代。当时大型机多连接电传打字机输入输出；用户借助电传打印机輸入指令，并透過紙張列印输出内容。可视终端时称「透明电传打字机」，尚处实验阶段且价格高昂。早期大型机上的代表作有《月球登陆者》、《俄勒冈之旅》、《星际迷航》等。
1970年代中期，可视终端已成为多用户与大型机交互的最廉价手段。出于人工智能研究等原因，高校大型机上诞生多款文字式游戏；这些游戏一般或改编自1974年桌上角色扮演游戏《龙与地下城》，或借鉴了J·R·R·托尔金的小说。这些游戏简单短小，再加之硬件机能和开销因素，故无存档等功能。当时他人拿到源代码后，可如原作者般再次修改，继续丰富游戏世界和长度；因此早期电脑游戏呈章节制，部分原因可归结于此。而随着游戏体量扩大、流程增长，存档功能便随之而生；1977年唐·伍兹改写冒险游戏《巨洞冒險》，丰富游戏性和故事时，即开创了存档功能。
文字式游戏还是网络游戏的先驱。1970年代后期至1990年代中段:79，因特网统一全球之前，家用电脑用户通过调制解调器拨号上网。当时用户常通过文字式虚拟终端访问爱好者搭建的BBS（电子公告板）。多数电脑的客户端程序不支持图形，网络游戏只能显示字符画；另一方面，拨号网络带宽窄，下载图片耗时远超文本，用户也只得使用文本客户端:79。BBS网络游戏起初使用ASCII字符集；1980年代后期时，彩色ANSI画则成为大多BBS的图像标准。因BBS系打通客户端和游戏的「门道」，这种网络游戏故亦称「BBS门道游戏」。
对于MUD（多用户迷宫）玩家和文字冒险游戏研究者，虚拟终端今日仍有其意义。互动小说竞赛是1995年创设的年度比赛，旨在鼓励独立互动游戏作品开发研究。

## 类型
虽然文字式游戏不限定于特定游戏类型，但几类重要游戏皆脱胎于文字游戏并发展壮大。

### 文字冒险游戏
文字冒险游戏（有时也作互动式小说）是其中一类文字游戏，游戏世界随故事展开逐渐描绘，玩家则输入简短指令同世界互动。《巨洞冒险》是公认的首款冒险游戏，也是「冒险游戏」这一类型名的来源:13。1970至1980年代，文字冒险游戏的人气到达顶峰；这段时期诞生了一众文字冒险游戏名作，譬如Infocom的《魔域》和《银河系漫游指南》:17。

### MUD
MUD，原名Mulit-User Dungeon（多用户迷宫），后有Multi-User Dimension（多用户空间）、Multi-User Domain（多用户领土）等别称，是多人实时在线虚拟世界。MUD大多为纯文本界面，但图形MUD亦非默默无闻。MUD融合了角色扮演、砍杀、互动小说和网络聊天元素。玩家可获取房间、对象、其他玩家和非玩家角色的信息，以及虚拟世界的活动。玩家使用自然语言般的指令同他人和世界互动。

### Roguelike

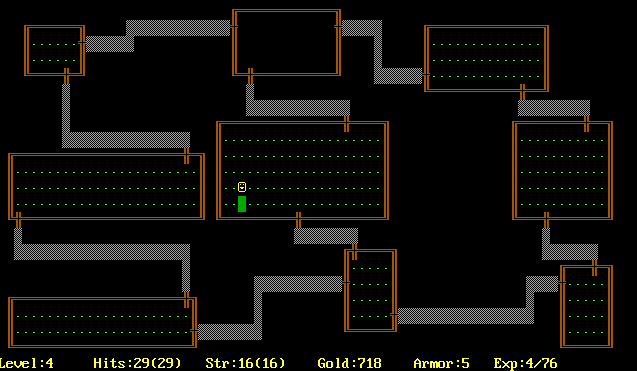
文字式电子游戏《Rouge》于1980年诞生，是roguelike游戏的鼻祖。图为游戏程序生成的迷宫

Roguelike是电子角色扮演游戏的其中一小类，特点为重玩随机化、永久死亡和回合制移动。早期roguelike游戏多使用ASCII字符画。Roguelike是典型的迷宫探索游戏，迷宫中布有大量怪物、道具和环境要素。Roguelike（类rogue）之名源于1980年游戏《Rogue》。